# Labradorsee

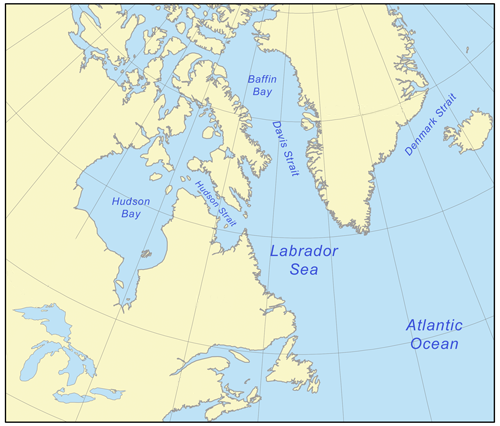
Karte der Labradorsee

Die Labradorsee ist ein nördlicher Meeresarm des Atlantischen Ozeans zwischen der kanadischen Halbinsel Labrador im Südwesten und Grönland im Nordosten. Sie erstreckt sich über rund 1000 mal 900 Kilometer, eine Fläche von 841.000 km². Ihre durchschnittliche Meerestiefe beträgt 1898 Meter und ihre größte Tiefe 4316 Meter. Die Labradorsee ist bis auf den Südosten von Kontinentalschelf umgeben.
Im Norden gelangt man durch die seichtere Davisstraße in die Baffin Bay, im Westen über die Hudsonstraße (zwischen Labrador und der Baffininsel) in die Hudson Bay. Im Osten grenzt die Irmingersee bei Kap Farvel, der Südspitze Grönlands, an die Labradorsee. Südlich davon liegt der offene Nordatlantik.